# Schiffsbetriebstechnikoffizier
Der Schiffsbetriebstechnikoffizier (SBO) ist ein Abschnittsleiter für die Schiffsbetriebstechnik und die Schiffssicherungstechnik an Bord eines Kriegsschiffes der Deutschen Marine. Früher wurde der Dienstposten auch als Schiffssicherungsoffizier (SSO) bezeichnet. Er ist dabei truppendienstlich dem Hauptabschnittsleiter des Hauptabschnitts 200 (Schiffstechnik), dem Schiffstechnischen Offizier (STO) und disziplinarrechtlich dem Ersten Offizier des Schiffes unterstellt.
Für die Besetzung des Dienstposten sind  gemäß Stärke- und Ausrüstungsnachweisung (StAN) in der Regel Offiziere im Dienstgrad Oberleutnant zur See bis Kapitänleutnant des militärfachlichen Dienstes vorgesehen. Regelmäßig übernimmt der Schiffsbetriebstechnikoffizier auch Aufgaben als Wachleiter Schiffstechnik (WST) auf See und im Hafen.
Ihm unterstellt sind die Schiffsbetriebstechnikmeister sowie mehrere Unteroffiziere und Mannschaften.